# Peter Lauritzen
 Ikke at forveksle med Peter Lauritsen.
Peter Lauritzen (født 8. december 1959 i Aarhus) er en dansk embedsmand, uddannet cand.scient.pol. og cand.mag. i samfundsfag og historie.
Han var den fjerde rigsombudsmand på Grønland, og havde denne stilling fra 1. april 2002 til 31. marts 2005. 2004 blev han Ridder af 1. grad af Dannebrogordenen.

## Biografi
Fra 1. januar 2007 blev han universitetsdirektør for Roskilde Universitetscenter (RUC) - nu Roskilde Universitet, efter at han tog over for Lars Kirdan. 
Inden jobbet som rigsombudsmand, har Peter Lauritzen været ministersekretær for statsminister Poul Nyrup Rasmussen, administrationschef i Statsministeriet samt undervisningsassistent og ekstern lektor ved Københavns Universitet.